# Nikiforos Lytras
Nikiforos Lytras (en griego: Νικηφόρος Λύτρας; Tinos, 1832 - Atenas, 13 de junio de 1904) fue un pintor griego del siglo XIX, en la cabeza de la llamada ‘escuela de Múnich’.

## Biografía
En 1850 ingresó en la Escuela de Bellas Artes de Atenas. En 1860 fue becado para la Academia de Bellas Artes de Múnich. Después de su regreso a Atenas, Lytras se convirtió en profesor en la Escuela de Bellas Artes de Atenas en el departamento de Pintura. Enseñó allí hasta el momento de su muerte.

## Galería

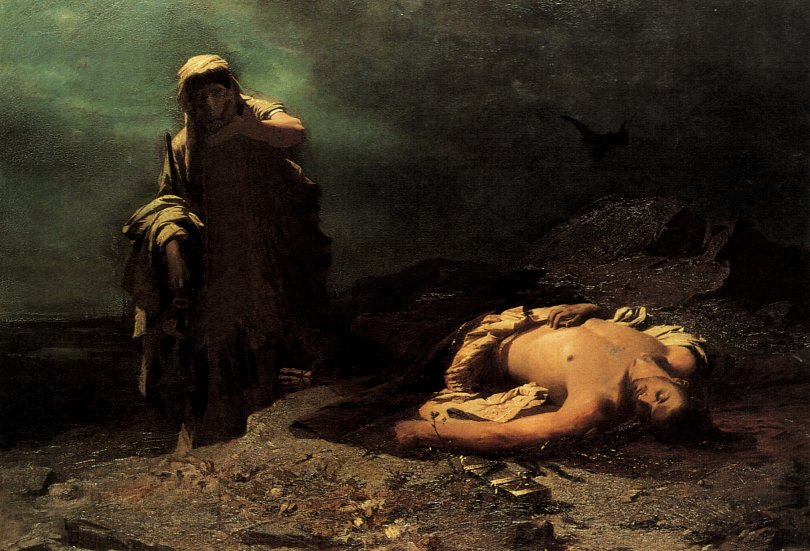
Antígona frente a Polinices muerto (1865)
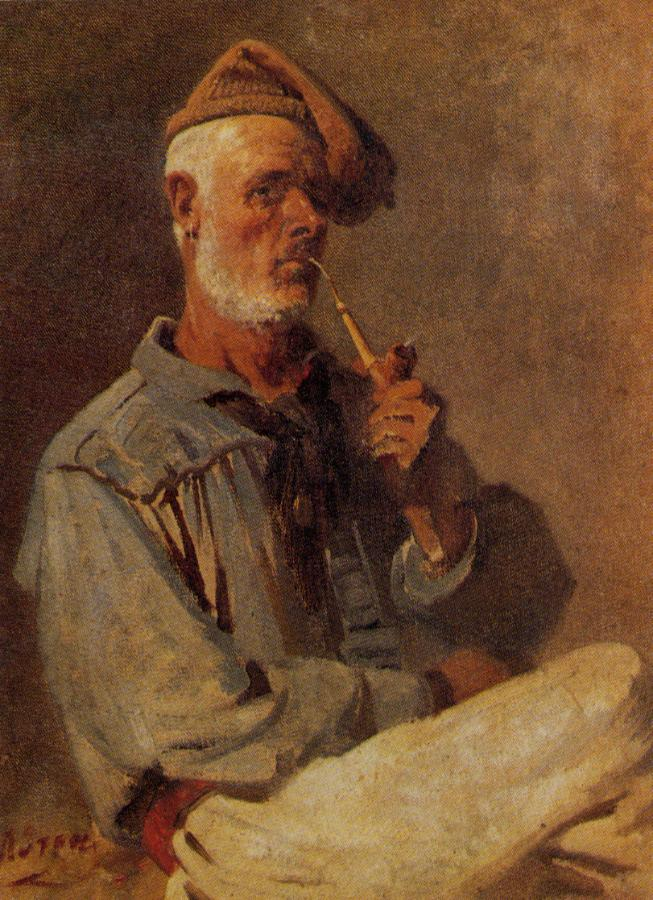
Marinero fumando
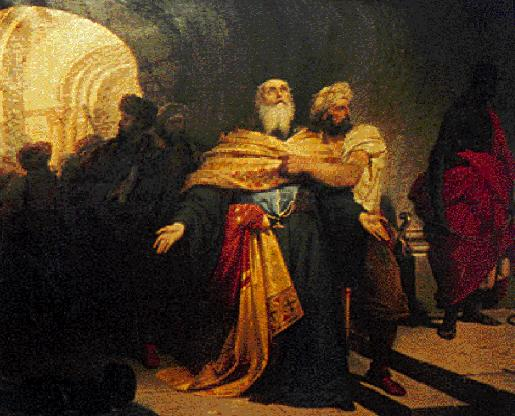
La ejecución del patriarca Gregorio V
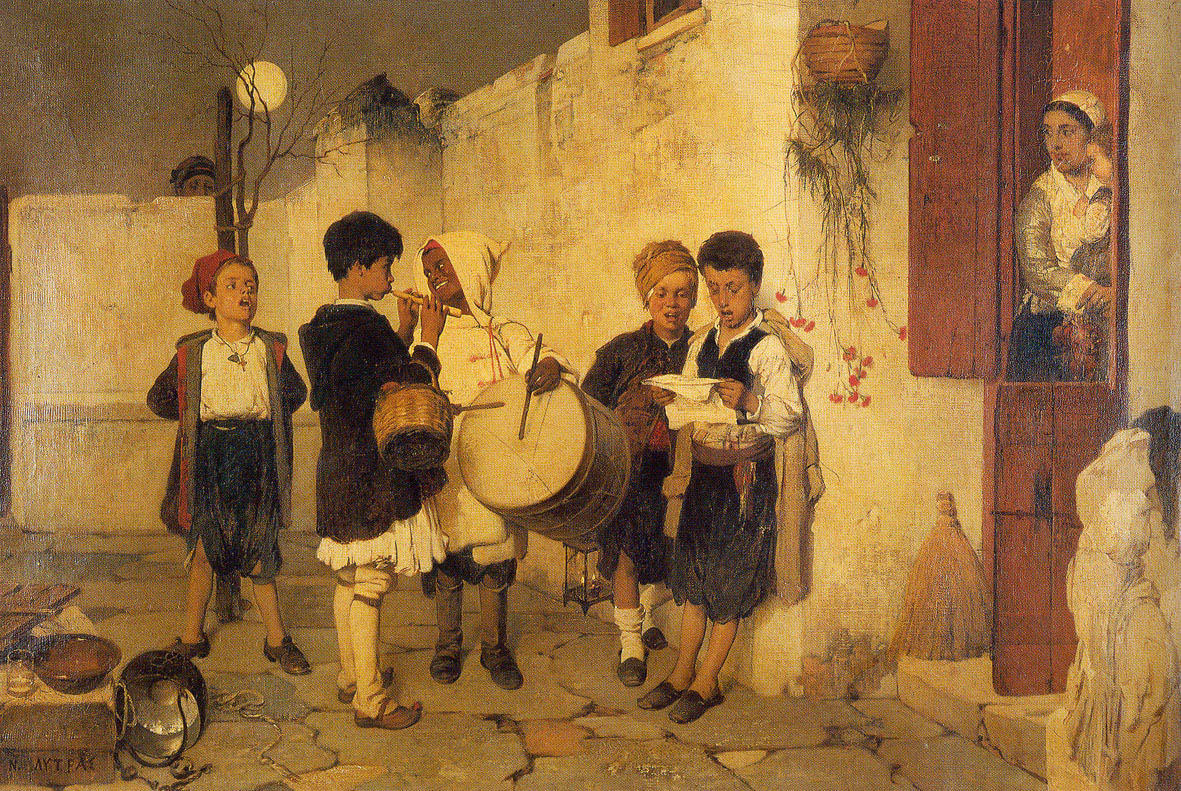
El villancico
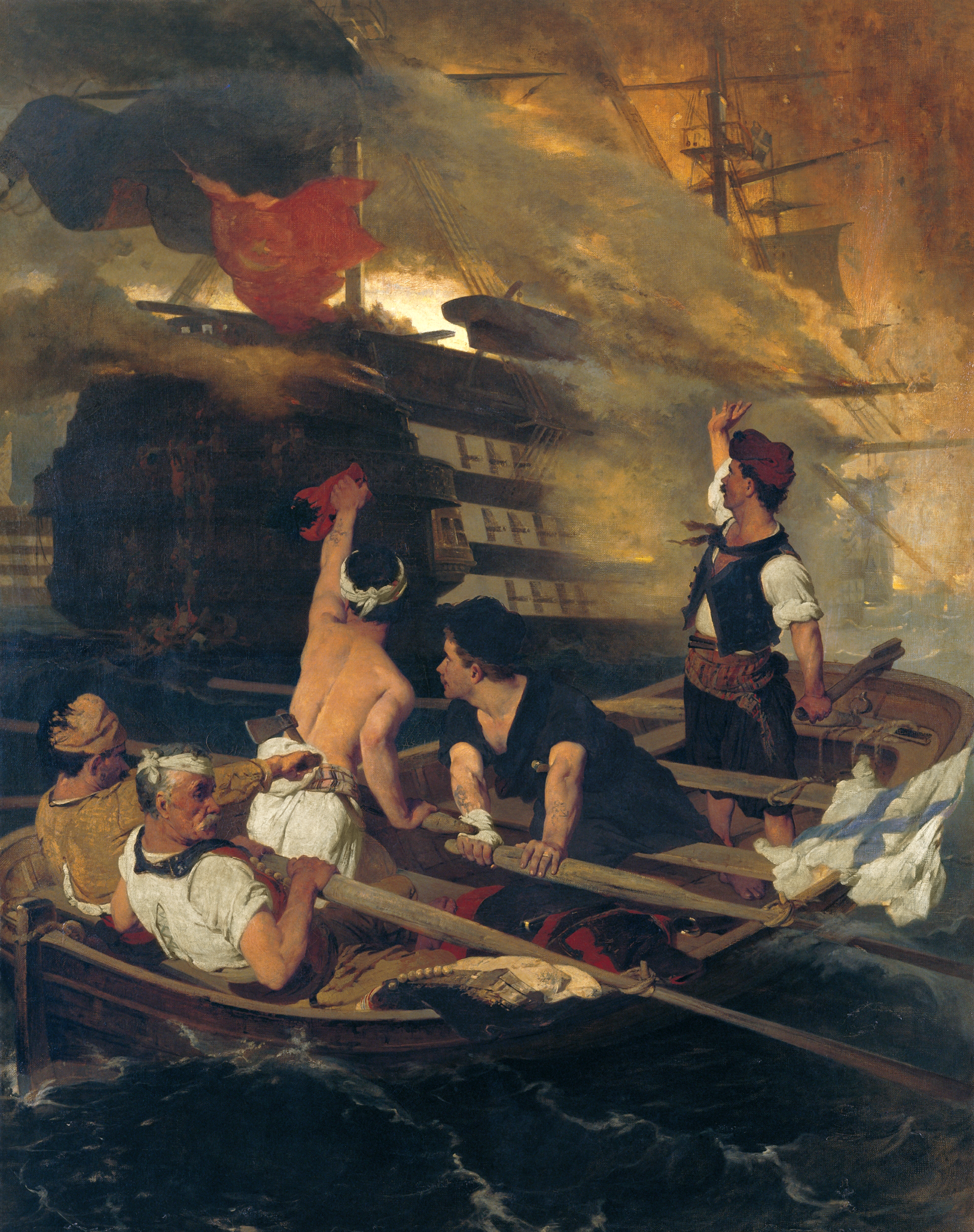
El incendio del buque insignia otomano por Kanaris
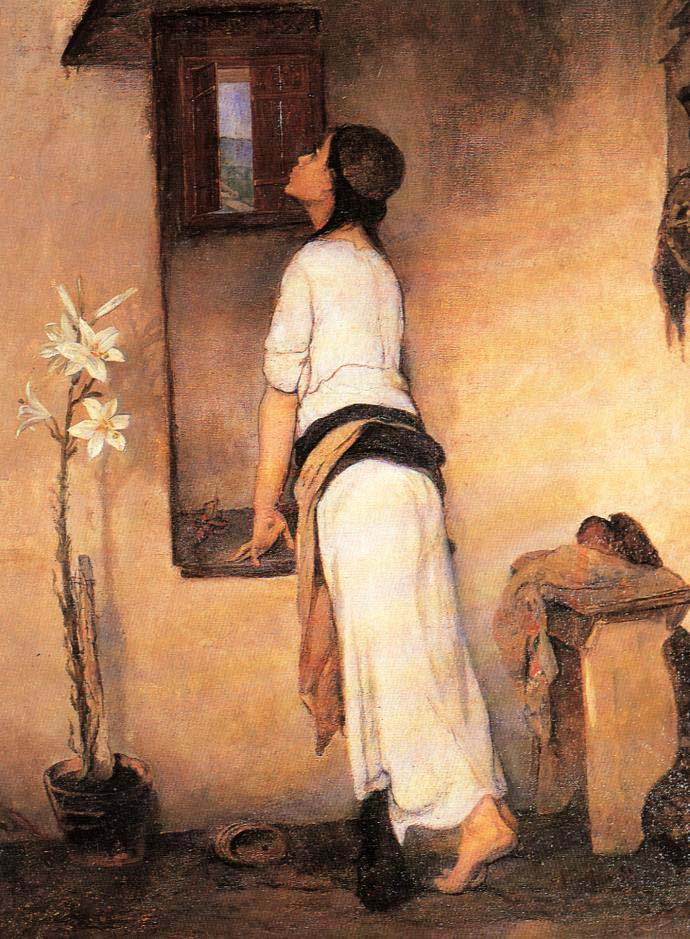
La espera